# Museo de Arqueología de Alta Montaña de Salta

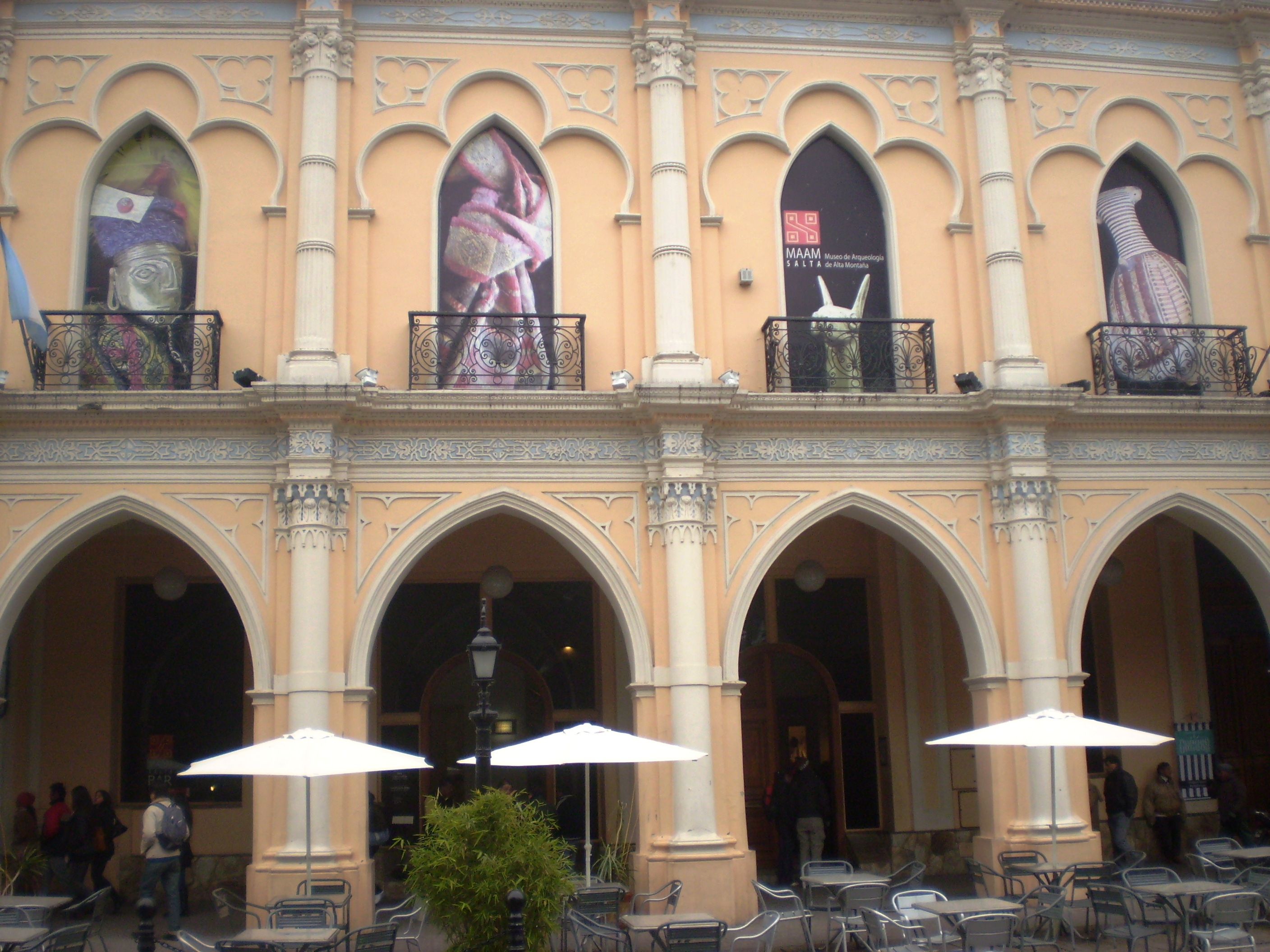
Fachada del Museo.

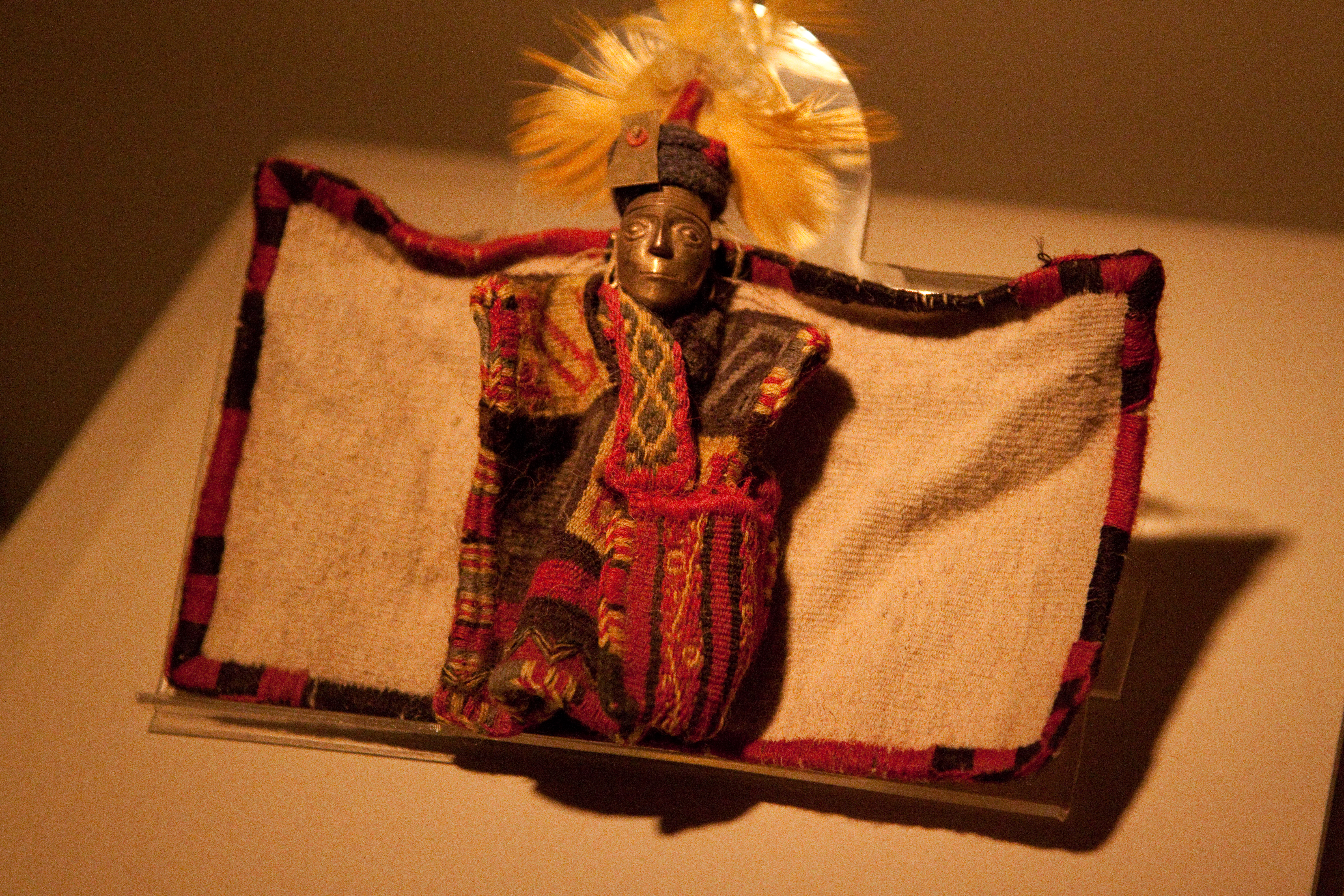
Tejidos y plumas en perfecto estado de conservación.

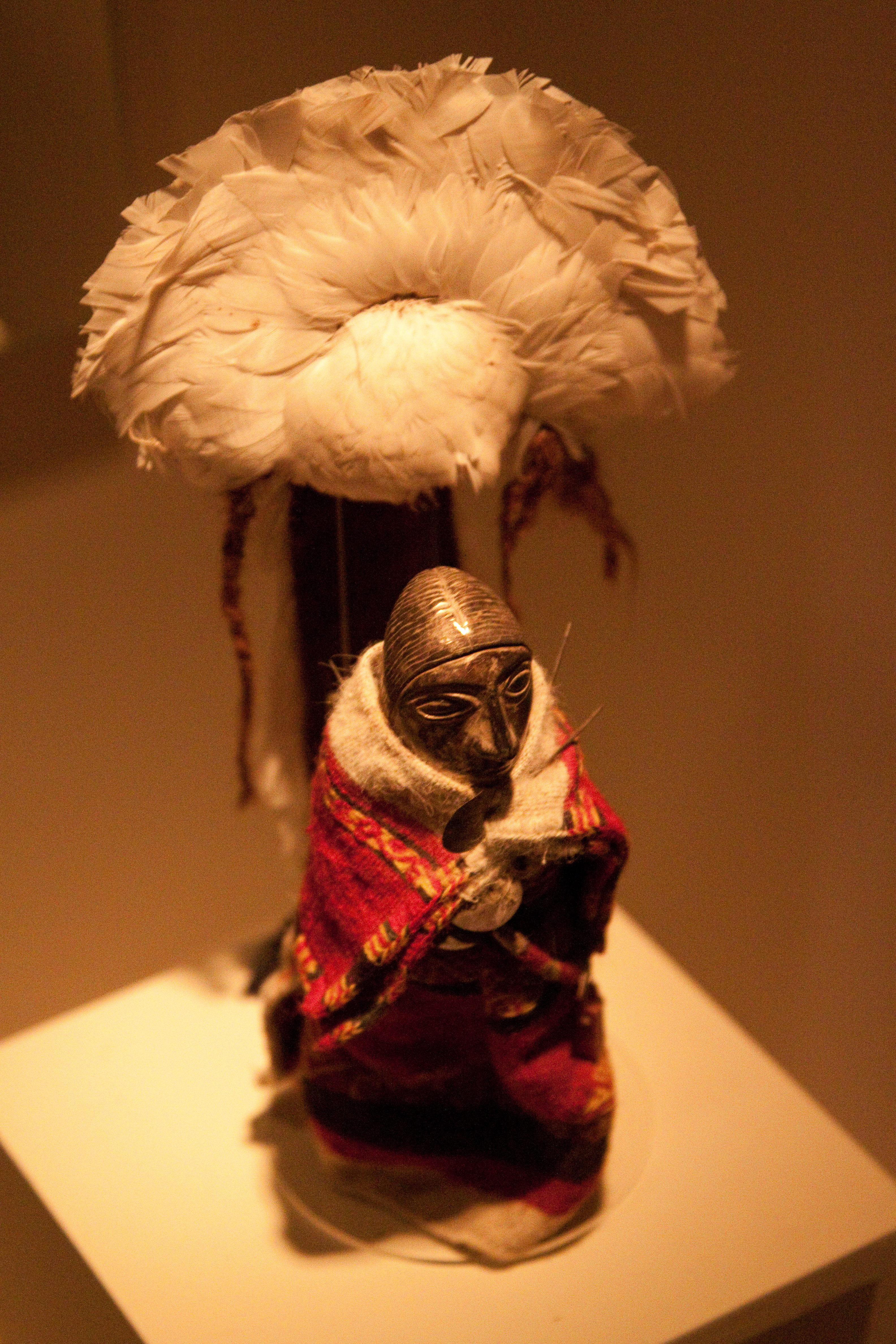
Ajuar encontrado con los niños del Llullaillaco.

El Museo de Arqueología de Alta Montaña o MAAM nace de la voluntad del Gobierno de la Provincia de Salta, Argentina, por resguardar, estudiar y difundir el hallazgo de los niños del Llullaillaco, uno de los descubrimientos arqueológicos más importantes de los últimos tiempos, el cual data de hace más de 500 años, durante el apogeo del estado inca, poco antes de la llegada de los conquistadores españoles.

## Edificio
El MAAM ocupa un histórico y señorial edificio de mediados del siglo XIX ubicado frente a la plaza principal de la ciudad de Salta (Plaza 9 de Julio). Su fachada, restaurada y puesta en valor, se inscribe dentro del estilo neogótico de neta impronta victoriana. El interior fue remodelado, a fin de adaptarlo a su nueva función.
Equipado con la más moderna tecnología, desarrolla diversas actividades que convergen en torno a la conservación, estudio y difusión de las valiosas colecciones que en él se exhiben.

## Crioconservación
La crioconservación emplea conceptos de bajas temperaturas, transferencia indirecta de frío, estabilidad térmica y atmósfera modificada con registros electrónicos permanentes.
Los cuerpos de los Niños de Llullaillaco se conservan en cápsulas que modifican su atmósfera reduciendo el contenido de oxígeno en un ambiente estable de -20 °C y una iluminación filtrada en radiación ultravioleta y radiación infrarroja que garantizan la correcta preservación.

## Servicios
Cuenta con un área de exposición permanente y otra destinada a exposiciones temporarias, laboratorios para estudios científicos y laboratorios de conservación museológica. También posee una sala de usos múltiples, cafetería y tienda de recuerdos. También funciona y se destaca un bar cuyo menú incluye platos creados por chefs locales con los mismos ingredientes utilizados por los incas.

## Horario
El horario en que se puede visitar el museo es:
De martes a domingo y feriados de 11 a 18:30
Lunes cerrado.

## Precios
El precio de la entrada al museo es discriminado para visitantes de nacionalidad argentina o extranjera, con una tarifa promocional para jubilados y estudiantes universitarios.

## Sistema de Gestión de Calidad
El Museo de Arqueología de Alta Montaña (MAAM) ha dado inicio, en el mes de septiembre de 2012, a la implementación de la norma voluntaria de calidad ISO 9001:2008 en todos sus procesos, con el objeto de contar con un Sistema de Gestión de la Calidad y obtener su certificación.

## Reconocimientos
El Museo fue reconocido en 2018 por la Fundación Konex con un Diploma al Mérito a una de las Entidades Culturales más importantes de la última década en la Argentina.